# نشيد مريم

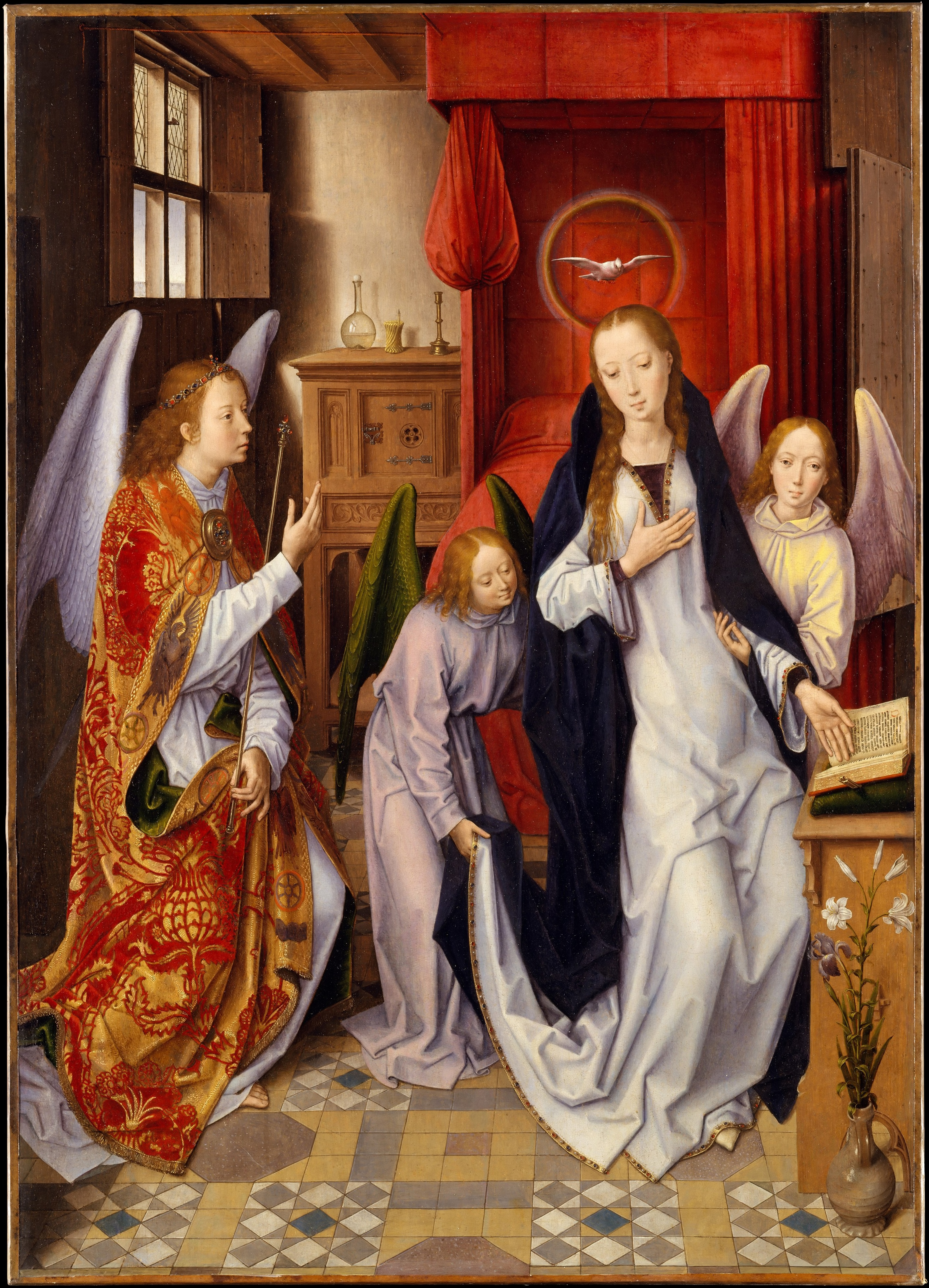
لوحة تمثل الملاك جبرائيل وهو يبشر مريم بالحمل العجائزي

ترنيمة التمجيد أو النشيد المريمي  هي أحد الترانيم الموجودة في الكتاب المقدس المنسوبة إلى مريم. جاء ذكر هذه الترنيمة في إنجيل لوقا الإصحاح الأول الآية 46. تستعمل هذه الترنيمة في الصلوات والادعية في جل الكنائس شرقية كانت أو غربية.

## النص تبعاً للغة

### النص بالعربية
«تُعَظِّمُ نَفْسِي الرَّبَّ،* وَتَبْتَهِجُ رُوحِي بِاللهِ مُخَلِّصِي،* لأَنَّهُ نَظَرَ إِلَى اتِّضَاعِ أَمَتِهِ. فَهُوَذَا مُنْذُ الآنَ جَمِيعُ الأَجْيَالِ تُطَوِّبُنِي،* أَنَّ الْقَدِيرَ صَنَعَ بِي عَظَائِمَ، وَاسْمُهُ قُدُّوسٌ،* وَرَحْمَتُهُ إِلَى جِيلِ الأَجْيَالِ لِلَّذِينَ يَتَّقُونَهُ.* صَنَعَ قُوَّةً بِذِرَاعِهِ. شَتَّتَ الْمُسْتَكْبِرِينَ بِفِكْرِ قُلُوبِهِمْ.* أَنْزَلَ الأَعِزَّاءَ عَنِ الْكَرَاسِيِّ وَرَفَعَ الْمُتَّضِعِينَ.* أَشْبَعَ الْجِيَاعَ خَيْرَاتٍ وَصَرَفَ الأَغْنِيَاءَ فَارِغِينَ.* عَضَدَ إِسْرَائِيلَ فَتَاهُ لِيَذْكُرَ رَحْمَةً،* كَمَا كَلَّمَ آبَاءَنَا. لإِبْراهِيمَ وَنَسْلِهِ إِلَى الأَبَدِ»*.

### النص باليوناية الاصلية
Μεγαλύνει ἡ ψυχή μου τὸν Κύριον καὶ ἠγαλλίασε τὸ πνεῦμά μου ἐπὶ τῷ Θεῷ τῷ σωτῆρί μου,

ὅτι ἐπέβλεψεν ἐπὶ τὴν ταπείνωσιν τῆς δούλης αὐτοῦ. ἰδοὺ γὰρ ἀπὸ τοῦ νῦν μακαριοῦσί με πᾶσαι αἱ γενεαί.

ὅτι ἐποίησέ μοι μεγαλεῖα ὁ δυνατός καὶ ἅγιον τὸ ὄνομα αὐτοῦ, καὶ τὸ ἔλεος αὐτοῦ εἰς γενεὰς γενεῶν τοῖς φοβουμένοις αὐτόν.

Ἐποίησε κράτος ἐν βραχίονι αὐτοῦ, διεσκόρπισεν ὑπερηφάνους διανοίᾳ καρδίας αὐτῶν·

καθεῖλε δυνάστας ἀπὸ θρόνων καὶ ὕψωσε ταπεινούς, πεινῶντας ἐνέπλησεν ἀγαθῶν καὶ πλουτοῦντας ἐξαπέστειλε κενούς.

ἀντελάβετο Ἰσραὴλ παιδὸς αὐτοῦ, μνησθῆναι ἐλέους, καθὼς ἐλάλησε πρὸς τοὺς πατέρας ἡμῶν, τῷ Ἀβραὰμ καὶ τῷ σπέρματι αὐτοῦ εἰς τὸν αἰῶνα.

### النص بالآتينية «ترجمة الفولغاتا» (الترجمة العامية)
Magnificat anima mea Dominum, 

et exsultavit spiritus meus in Deo salutari meo.
Quia respexit humilitatem ancillae suae. 

Ecce enim ex hoc beatam me dicent omnes generationes.
Quia fecit mihi magna, qui potens est, 

et sanctum nomen eius.
Et misericordia eius a progenie in progenies 

timentibus eum.
Fecit potentiam in brachio suo,

dispersit superbos mente cordis sui.
Deposuit potentes de sede 

et exaltavit humiles.
Esurientes implevit bonis

et divites dimisit inanes.
Suscepit Israel puerum suum, 

recordatus misericordiae suae.
Sicut locutus est ad patres nostros, 

Abraham et semini eius in saecula.
Gloria Patri et Filio 

et Spiritui Sancto,
sicut erat in principio et nunc et semper 

et in saecula saeculorum. Amen.

## طالع أيضًا
- موسيقى مسيحية
- ترنيمة عيد الشكر
- الآن تطلق